# Isoetes carltaylori
Isoetes carltaylori är en kärlväxtart som beskrevs av Musselman L.J., Bray R.D. och Knepper D.A.. Isoetes carltaylori ingår i släktet braxengräs, och familjen Isoetaceae. Inga underarter finns listade i Catalogue of Life.